# Osvaldo González
Osvaldo González, född 10 augusti 1984 i Concepción, är en chilensk fotbollsspelare från Universidad de Chile.
González började sin fotbollskarriär i Universidad de Concepción och debuterade för laget säsongen 2005. 2008 skrev han på för Universidad de Chile. González debuterade i det chilenska landslaget 2008.